# Flyselskaber i Aserbajdsjan
Dette er en liste over de flyselskaber i Aserbajdsjan grupperet efter type og derefter sorteret efter navn.

## Regelmæssige flyselskaber
| Flyselskab          | IATA | ICAO | Image | Kaldesignal | Hub                                        | Noter                               |
| ------------------- | ---- | ---- | ----- | ----------- | ------------------------------------------ | ----------------------------------- |
| Azerbaijan Airlines | J2   | AHY  |       | AZAL        | Baku Heydar Aliyev Internationale Lufthavn | Nationale flyselskab i Aserbajdsjan |
| Buta Airways        | J2   | AHY  |       |             | Baku Heydar Aliyev Internationale Lufthavn |                                     |

## Charterflyselskaber
| Flyselskab           | IATA | ICAO | Image | Kaldesignal | Hub                                        | Noter |
| -------------------- | ---- | ---- | ----- | ----------- | ------------------------------------------ | ----- |
| SW Business Aviation |      | ESW  |       | W-BUSINESS  | Baku Heydar Aliyev Internationale Lufthavn |       |

## Fragtflyselskaber
| Flyselskab             | IATA | ICAO | Image | Kaldesignal   | Hub                                        | Noter |
| ---------------------- | ---- | ---- | ----- | ------------- | ------------------------------------------ | ----- |
| Azal Avia Cargo        |      | AHC  |       | AZALAVIACARGO | Baku Heydar Aliyev Internationale Lufthavn |       |
| Silk Way Airlines      | ZP   | AZQ  |       | SILK LINE     | Baku Heydar Aliyev Internationale Lufthavn |       |
| Silk Way West Airlines | 7L   | AZG  |       | SILK WEST     | Baku Heydar Aliyev Internationale Lufthavn |       |